# Rajska plaża
Rajska plaża (ang. Paradise Beach) – australijska opera mydlana emitowana w latach 1993-1994.

## Emisja
W Polsce serial, od 1 października 1994 r. emitował Polsat. Wyświetlono wszystkie 262 odcinki. 

## Główne role
- Emily Harris – Melissa Bell (254 odcinki)[2]
- Kirk Barsby – Manu Bennett (254)
- Paula Taylor – Zoe Bertram (254)
- Ken Hayden – Michael Caton (2)
- Tom Barsby – Robert Coleby (254)
- Tori Hayden – Megan Connolly (254)
- Anna Ritchie – Deborah Coulls (1)
- Joan Hayden – Paula Duncan (2)
- Karen Wolfe – Rebekah Elmaloglou
- Robyn Devereaux – Isla Fisher (3)
- Brooke Bannister – Gabrielle Fitzpatrick (1)
- William "Grommet" Ritchie – Anthony Hayes (1)
- Loretta Taylor – Raelee Hill (2)
- Roy McDermott – John Holding (1)
- Sam Dexter – Richard Huggett (1)
- Cassie Barsby – Kimberley Joseph (1)
- David Finn – Tayler Kane (1)
- Lisa Whitman – Tiffany Lamb (1)
- Cooper Hart – Matt Lattanzi (1)
- Nick Barsby – Andrew McKaige (1)
- Chris Quinn – Scott Michaelson (1)
- Kurt Barsby – Daryn Sibley (1)
- Craig Ritchie – Eric Oldfield (1)
- Patrick Worthing – Doug Penty (1)
- Sean Hayden – Ingo Rademacher (1)
- Harry Tait – Jaason Simmons (1)
- Alex Harding – Emma Skinner (1)
- Vanessa Campbell – Melissa Tkautz (1)
- Pam So Oy – Theresa Wong (1)
- Andrew – Shane Ammann (2)
- Anne-Marie Connick – Emma Kearney (2)